# コンドル (1939年の映画)
『コンドル』（Only Angels Have Wings）は、1939年のアメリカ合衆国のドラマ映画。
ハワード・ホークスのオリジナルストーリー『Plane from Barranca』をホークス自ら監督して映画化した航空映画である。
出演はケーリー・グラントとジーン・アーサーなど。

## ストーリー
ニューヨークのショーガール、ボニー・リーは南米での巡業を終えてパナマへ帰る途中、エクアドルの港町バランカに立ち寄る。そこで彼女は、地元で郵便運搬を行なっている小さな航空会社のパイロットたちと知り合う。ボニーは、彼らの命がけの仕事ぶりに驚くとともに、彼らを指揮しているジェフに強く惹かれる。そして乗るはずだった船を見送り、次の船が来るまでの1週間、そこに留まることにする。
翌日、新しく雇われたパイロット、バット・マクファーソンがやって来る。しかしマクファーソンが、同乗した機関士を見捨てて見殺しにしたことのある悪名高きキルガロンだと知ると、パイロットたちは猛烈に反発する。しかもその見殺しにされた機関士は、ベテランパイロット、キッドの弟で、キッドはキルガロンを激しく憎んでいた。そして、キルガロンが連れて来た妻はジェフのかつての恋人ジュディだった。それでもジェフはキルガロンをパイロットとして残す。キッドはパイロットとしての腕前が衰えていたが、ボニーがジェフを負傷させたため現役を続ける。キルガロンとも仕事をするが、乗機は途中で事故を起こした。キッドが脱出を主張したのに対しキルガロンは着陸を強行し、機体は大破した。キルガロンの本性を知ったキッドは、息を引き取る寸前キルガロンを許すと述べる。ボニーはジェフの愛を確認し、街に留まった。

## キャスト
※括弧内は日本語吹替版声優。
- ジェフ・カーター: ケーリー・グラント（仲村秀生） - 天才パイロット。郵便運搬を行なう小さな航空会社のマネージャ。
- ボニー・リー: ジーン・アーサー（弥永和子） - ニューヨークからやって来たショーガール。
- バット・マクファーソン（キルガロン）: リチャード・バーセルメス（仁内建之） - 新しく雇われた腕の立つパイロット。
- ジュディ・マクファーソン: リタ・ヘイワース（近藤高子） - バットの妻。ジェフのかつての恋人。
- キッド・ダップ: トーマス・ミッチェル（野本礼三） - ベテランパイロット。弟を見殺しにしたキルガロンを憎んでいる。

## 受賞・ノミネート
第12回アカデミー賞において撮影賞（白黒作品）、特殊効果賞の2部門にノミネートされた（受賞はならず）。